# Ernst Meumann

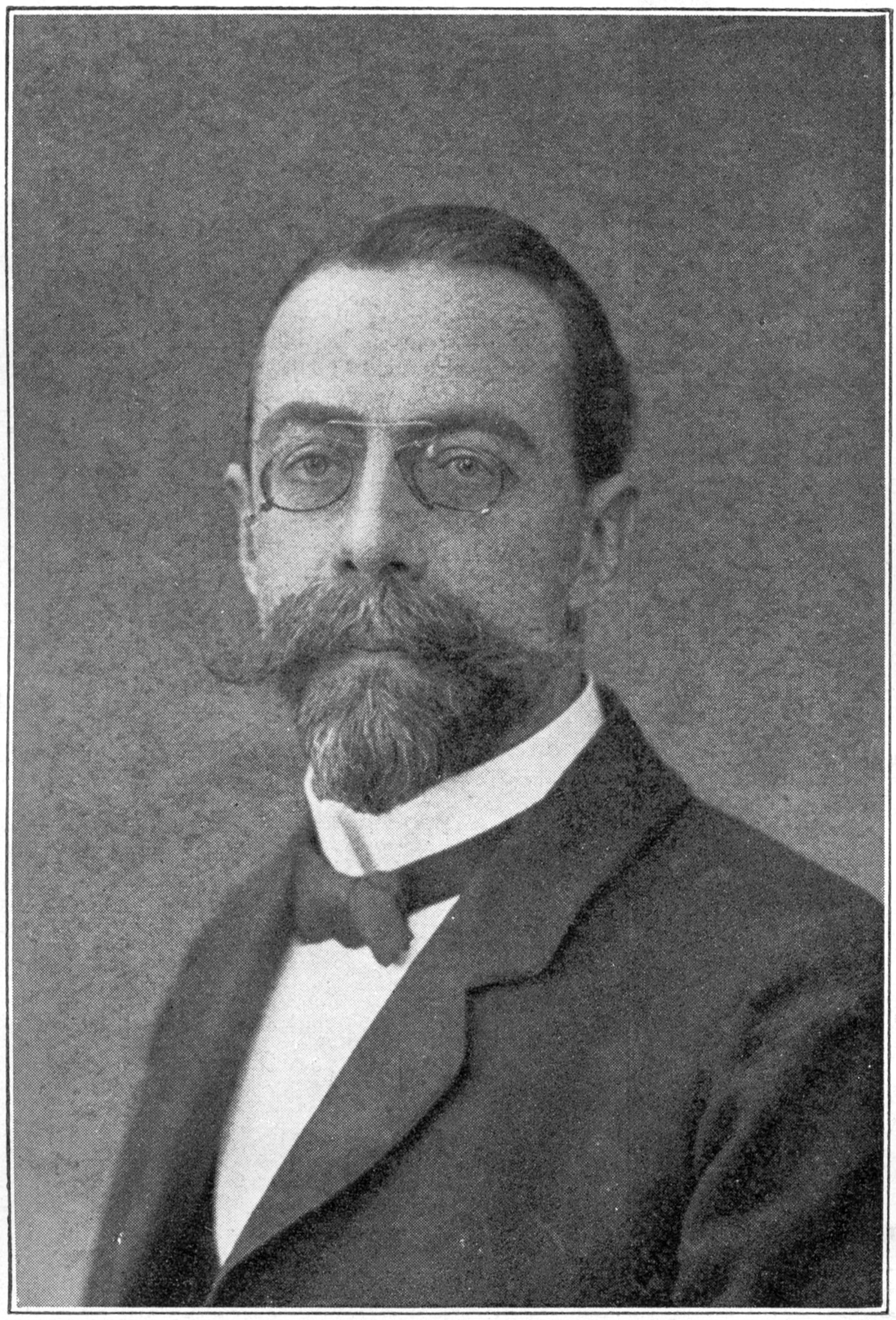
Ernst Meumann

Ernst Friedrich Wilhelm Meumann,  född 29 augusti 1862 i Uerdingen, död 26 april 1915 i Hamburg, var en tysk psykolog och pedagog.
Meumann var lärjunge till Wilhelm Wundt och assistent på hans psykologiska laboratorium i Leipzig. Han utnämndes till professor efter vartannat i Zürich, Königsberg, Münster, Halle an der Saale, Leipzig och slutligen i Hamburg, där han planlade ett institut, som var ämnat att bli centralställe för den tyska forskningen rörande barn och ungdom och de därpå grundade pedagogiska reformsträvandena. Dessa planer presenterade han i programskriften Über Institute für Jugendkunde (1912). 
Meumann började sin vetenskapliga produktion som experimentell psykolog och publicerade efter avhandlingen Untersuchungen zur Psychologie und Ästhetik des Rhythmus (1894) flera undersökningar, särskilt rörande tidsuppfattningen, i Wundts "Philosophische Studien" och Emil Kraepelins "Psychologische Arbeiten". Han skrev även de språkpsykologiska undersökningarna Die Entstehung der ersten Wortbedeutungen beim Kinde (1902; andra upplagan 1908) och Die Sprache des Kindes (1903) och två mindre estetiska arbeten (1908 och 1910). Till den allmänna psykologin hör Intelligenz und Wille (1908). 
Meumann kan betraktas som den experimentella pedagogikens främste vetenskaplige grundläggare i Tyskland. Tillsammans med Wilhelm August Lay uppsatte han 1905 och redigerade 1907–1910 ensam tidskriften "Die experimentelle Pedagogik", som därefter sammanslogs med "Zeitschrift für pädagogische Psychologie" till "Zeitschrift für pädagogische Psychologie und experimentelle Pädagogik", från 1911 utgiven av Meumann i samarbete med Otto Scheibner, Aloys Fischer och Hugo Gaudig. 

## Övriga skrifter i urval
- Über Ökonomie und Technik des Lernens (1903)
- Ökonomie und Technik des Gedächtnisses (1908)
- Vorlesungen zur Einführung in die experimentelle Pädagogik (två band 1907; andra upplagan i tre band 1912 och senare)
- System der Ästhetik (1914)
- Abriss der experimentellen Pädagogik (1914)